# Revue des études coopératives mutualistes et associatives
 (décembre 2021).
Si vous disposez d'ouvrages ou d'articles de référence ou si vous connaissez des sites web de qualité traitant du thème abordé ici, merci de compléter l'article en donnant les références utiles à sa vérifiabilité et en les liant à la section « Notes et références ».
La Revue des études coopératives mutualistes et associatives (Recma) est une revue internationale à caractère scientifique publiant les travaux consacrés à la coopération et à l’économie sociale.

## Histoire
Fondée en 1921 par Charles Gide, Marcel Mauss et Bernard Lavergne, la Revue des études coopératives est devenue en 1984 Revue des études coopératives, mutualistes et associatives (Recma), puis Revue internationale de l’économie sociale.
La revue Recma est éditée par l’association pour la diffusion de recherches et études coopératives mutualistes et associatives (ADRECMA).
Sa fonction est de susciter et diffuser des études et recherches en sciences sociales, économiques et juridiques, portant sur les organisations d’économie sociale en France, en Europe et dans le monde. Elle est considérée comme une revue de référence sur ces questions.
Revue dotée d’un comité de lecture, la Recma constitue un lieu de débat unique entre chercheurs et praticiens de l’économie sociale.
La revue Recma est soutenue financièrement par la Fondation d'entreprise Crédit Coopératif.